# Abbazia di Sant'Anna
L'abbazia di Sant'Anna o basilica di Sant'Anna è una chiesa cattolica di Ceglie Messapica risalente al IX secolo.

## Storia

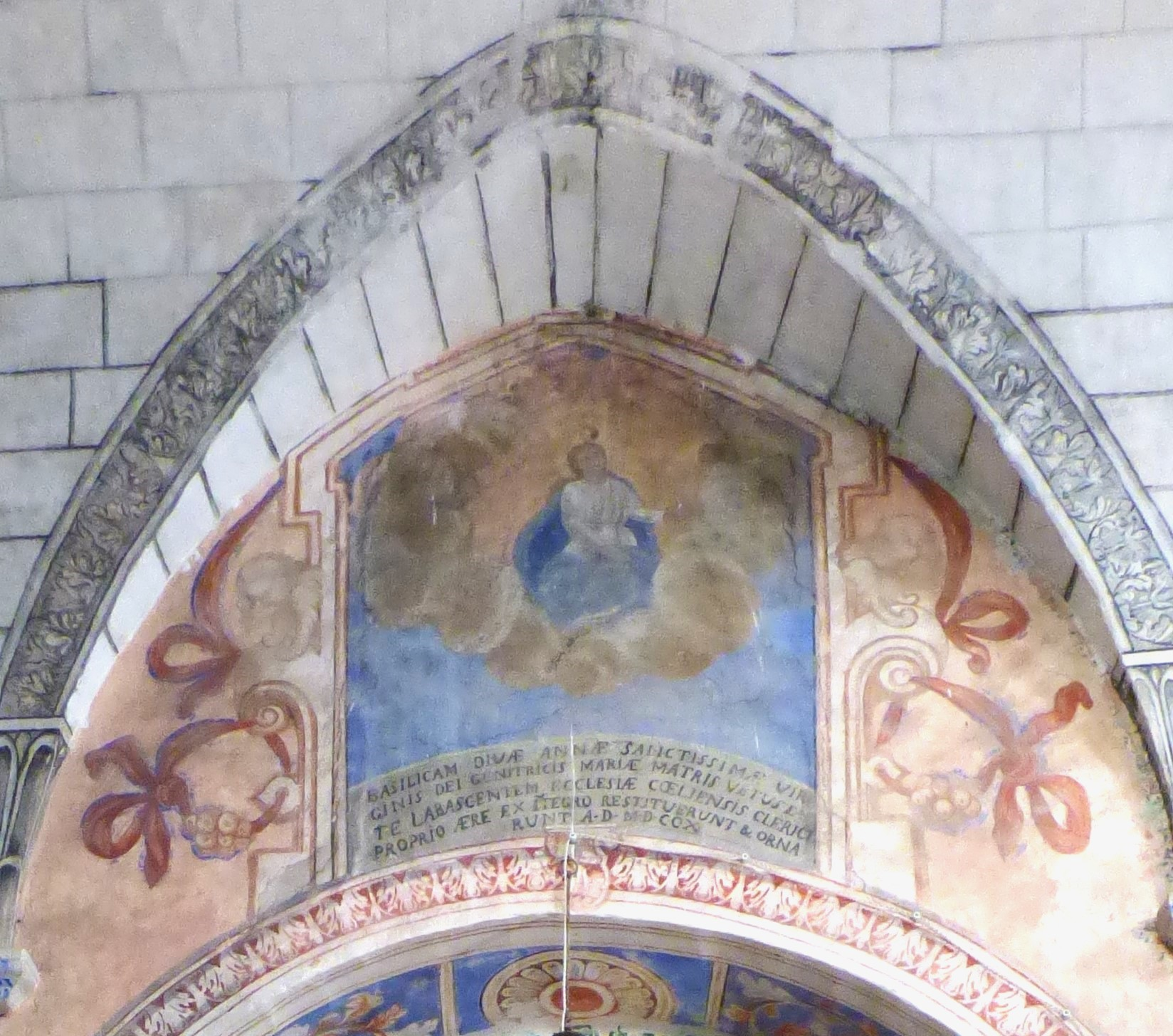
Affresco riportante il titolo di basilica

Edificata in calcare locale come chiesa della Santissima Trinità sui resti di un tempio pagano – come recenti indagini hanno accertato in modo credibile – dedicato presumibilmente alla dea Latona, protettrice delle partorienti (come Sant'Anna), la basilica è da datare agli inizi del IX secolo. Le prime notizie documentate risalgono al 2 gennaio 1182 (o, secondo Walther Holtzmann, al 1183) e sono contenute nell'ottocentesco Codice Diplomatico Brindisino, opera di Annibale De Leo. La chiesa è poi passata all'ordine benedettino, si ricorda infatti nel 1356 un tale abate Giacomo, per poi essere abbandonata e infine salvata nel 1620 con restauri e l'aggiunta dell'attuale altare tardo-barocco.. Nel 1710 come scritto in un affresco della parete laterale destra, il clero di Ceglie intervenne nuovamente per restaurare la basilica. 
(Affresco)
Nel Risorgimento ospitò le riunioni clandestine dei liberali antiborbonici.

## Descrizione

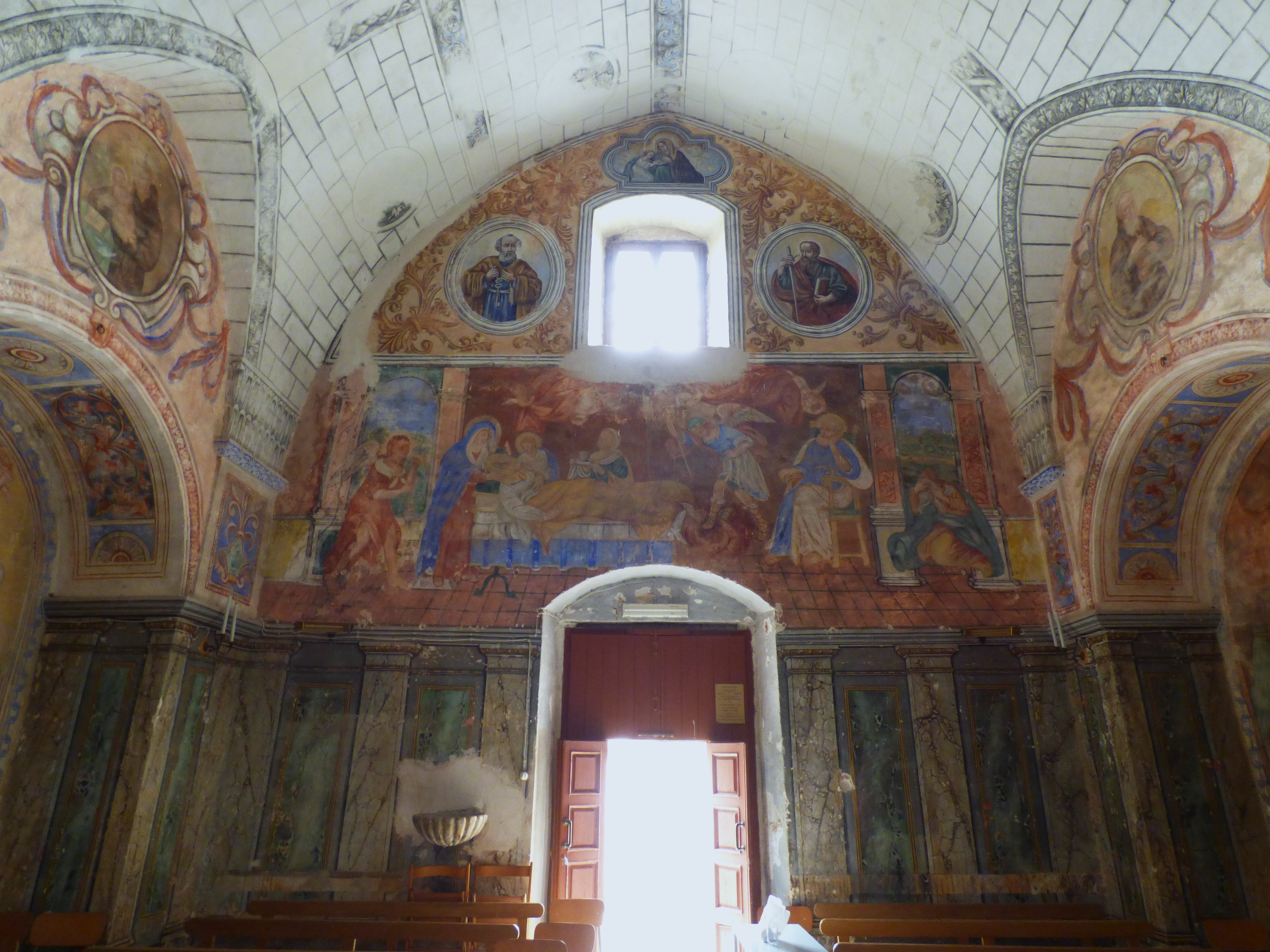
Abbazia di Sant'Anna (Ceglie Messapica) - controfacciata

La facciata originale, monocuspidata, sormontata da un protiro e rivolta verso nord è stata nel 1710 sostituita da quella attuale, rivolta verso la città. Semplice e lineare, è caratterizzata dai campanili a vela a un fornice, simili a quelli della chiesa dell'Annunziata e della chiesa della Madonna della Grotta. Nella parte posteriore, sotto la calce si riconosce un protiro trecentesco di stile gotico. L'interno, a una sola navata e costituito da sei archi ciechi a tutto sesto poggianti su tre pilastri, spicca per la vivace policromia delle pareti: sopra l'ingresso è visibile il grande affresco trecentesco raffigurante la Morte della Santa, in cui si rinvengono ancora le tracce di un gusto bizantineggiante. Di notevole pregio una tela di autore ignoto raffigurante la Sacra Famiglia, e il dipinto a olio ottocentesco attribuito a Vito Nicola Galeone, raffigurante la Madonna col Bambino e santi Cosimo, Damiano e Antonio di Padova. L'altare, tipicamente barocco nelle forme, conserva la statua lignea della Santa del XVIII secolo; sulla sommità è collocato il dipinto della Presentazione di Maria al Tempio.